# Olé ! (film)
Pour les articles homonymes, voir Olé !.
Pour plus de détails, voir Fiche technique et Distribution.
Olé ! est un film français réalisé par Florence Quentin, sorti en 2005.

## Synopsis
Ramon Holgado est le chauffeur homme à tout faire de François Veber, important chef d'entreprise auprès duquel il s'est rendu indispensable par sa prévenance. Pour l'avoir toujours à disposition, Veber qui habite une vaste demeure de Neuilly avec son épouse Alexandra, hypocondriaque et capricieuse, a même installé Ramon et sa femme Carmen, qu'il emploie comme cuisinière, dans une aile de la maison. Ce qui ne manque pas parfois d'agacer cette dernière, qui rêve de retourner dans son Andalousie natale et a du mal à admettre que Ramon soit à ce point dévoué à son patron. Lequel entretient par ailleurs une maîtresse et n'hésite pas à mobiliser son chauffeur à toute heure du jour et de la nuit...

## Fiche technique
- Titre : Olé !
- Réalisation : Florence Quentin
- Scénario : Alexis Quentin et Florence Quentin
- Musique : Titi Robin
- Supervision musicale : Valérie Lindon pour Ré Flexe Music
- Casting : Stéphane Foenkinos
- Maquillage : Lydia Pujols
- Photographie : Pascal Gennesseaux
- Montage : Jennifer Augé
- Costumes : Jackie Budin
- Production : Laurent Pétin et Michèle Pétin
- Sociétés de production : ARP Sélection), TF1 Films Production, Canal +, TPS Star
- Sociétés de distribution : ARP Sélection, Pathé
- Budget : 13 millions d'euros
- Pays d'origine :  France
- Format : couleur - 2,35:1 - Dolby Surround - 35 mm
- Genre : comédie
- Durée : 97 minutes
- Dates de sortie : 7 décembre 2005 (France), 11 janvier 2006 (Belgique)

## Distribution
- Gad Elmaleh : Ramón Holgado
- Gérard Depardieu : François Veber
- Sabine Azéma : Alexandra Veber
- Valeria Golino : Carmen Holgado
- Gaëlle Bona : Stéphanie
- Valentin Merlet : Alexandre Veber
- Mar Sodupe : Mme Escobar
- Isabelle Caubère : Violaine, la secrétaire
- Xavier Couture : Arnault Delahaye
- Bob Swaim : Andrew Nicholson
- Roger Pierre : M. Sonnier
- Claudine Coster : Nora Sonnier
- Roland Bertin : M. Aubergé
- Zinedine Soualem : Le chauffeur CL500
- Cédric Chevalme : Bruce
- Vincent Dubois : Le chauffeur de Laurent
- Jean-Christian Fraiscinet : Le chauffeur à Saint-Cloud
- Jean-Claude Binoche : Le commissaire priseur
- François-Xavier Demaison : Le chauffeur de Caron
- Philippe Maymat : Le chauffeur cousin de Carmen
- Pierre-Arnaud Juin : Le chauffeur vénézuélien
- Éric Théobald : Le chauffeur obsession
- Nicolas Thinot : Le portier du Crillon
- Thierry Metaireau : L'infirmier
- Sabine Crossen : La jeune femme au restaurant (non créditée)
- Tien Shue : Le masseur (non crédité)
- Édith Le Merdy : La contractuelle
- Patrick Hamel : Le docteur play-boy
- Laurent Paillot : Le CRS ADP
- Nicolas Guillot : Rémi - le collaborateur
- Didier Brengarth : Le styliste #1
- Stéphane Foenkinos : Le styliste #2
- Magaly Godenaire : La jeune femme styliste
- Daniel Isoppo : Edmond - le jardinier
- Stanislas Kemper : L'avocat #2
- François Monnié : Le clochard du siège
- Yongsou Cho : Le pédicure chinois
- Michel Bertay : Président Gautier
- Céline Carrère : La femme qui glousse
- Isabelle Gomez : La secrétaire old-fashion
- Franck Amiach : Le docteur SAMU
- Michel Lepriol : Le patron banque Aubergé
- Jean-Claude Lagniez : Doublure Gérard Depardieu
- Sébastien Lagniez : Doublure Gérard Depardieu
- Amparo Valle : Tante Carmen
- Guillermo Ortega : Juan - le chauffeur
- Manolo Caro : le professeur de danse
- Pepita Alguersuari : La cuisinière
- Vicente Garrido : Le professeur espagnol
- Maximiliano Márquez : Don Livares
- Xavier Serrat : Fernando - le jardinier
- Raquel Infante : La femme de chambre en Espagne #1

## Box-office
- Box-office France : 655 144 entrées
- Recettes mondiales : 15 millions d'euros

## Autour du film
- Le tournage s'est déroulé du 14 mars au 6 juin 2005 en France, à l'aéroport de Roissy-Charles-de-Gaulle, au château du Prieuré à  Evecquemont, au Golf de la Tuilerie à Saint-Nom-la-Bretèche ainsi qu'en Espagne.
- La chanson que chante Carmen à un moment du film est Obsesion d'Aventura.
- Le vocabulaire technico-financier est mal utilisé. Ils évoquent un enrichissement dans un marché haussier grâce à l'achat d'options Put. Or ces dernières n'ont de la valeur pour leurs détenteurs que dans un marché baissier, car elles permettent de vendre des titres à un prix déterminé au préalable. Pour s'enrichir, les protagonistes auraient dû se pourvoir d'options Call, qui permettent d'acheter des titres à un prix établi à l'avance.
- L'accent du personnage de Carmen, jouée par la Napolitaine Valeria Golino, censée être andalouse dans ce rôle, est clairement italien, ce qui ne manque pas de choquer les oreilles averties. Néanmoins, quand elle parle espagnol, elle est parfaitement crédible.